# Dysdera hamifera macellina
Dysdera hamifera là một phân loài nhện trong họ Dysderidae.
Loài này thuộc chi Dysdera. Dysdera hamifera macellina được Eugène Simon miêu tả năm 1910.